# ساعة فلكية

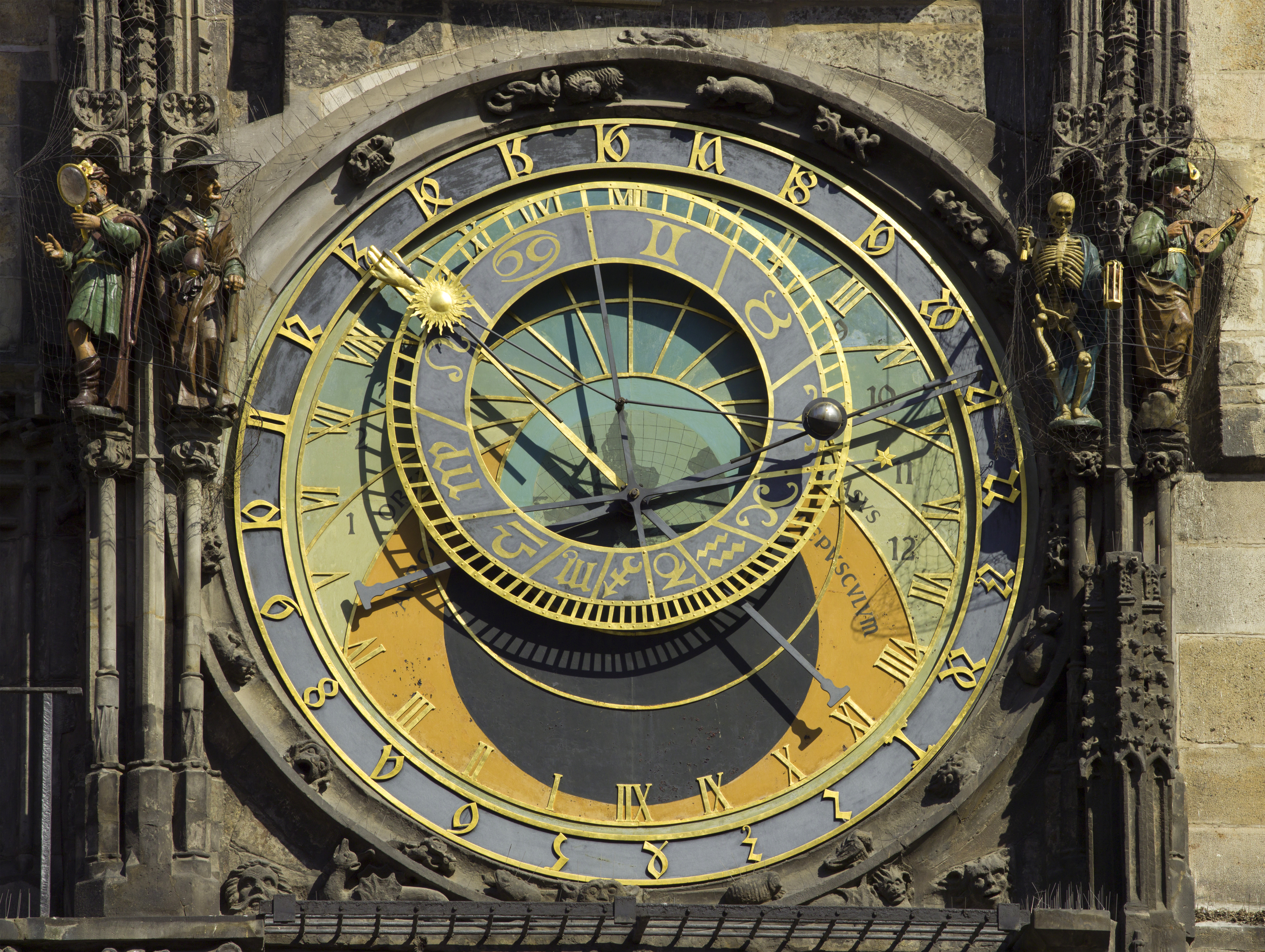
ساعة فلكية في مدينة براغ

الساعة الفلكية هي آلة فلكية من الحضارات القديمة يعود أقدمها إلى عام 2500 ق.م وهي عبارة عن ساعة بها آليات خاصة ومفاتيح لعرض معلومات فلكية، مثل المواضع النسبية للشمس والقمر والمجموعات البروجية وأحيانا الكواكب الرئيسية. واليوم فيها كان مقسمًا إلى 24 ساعة حيث قُسِّمت الفترة بين الغسق والفجر إلى 12 ساعة والساعة 60 دقيقة.

## تعريف

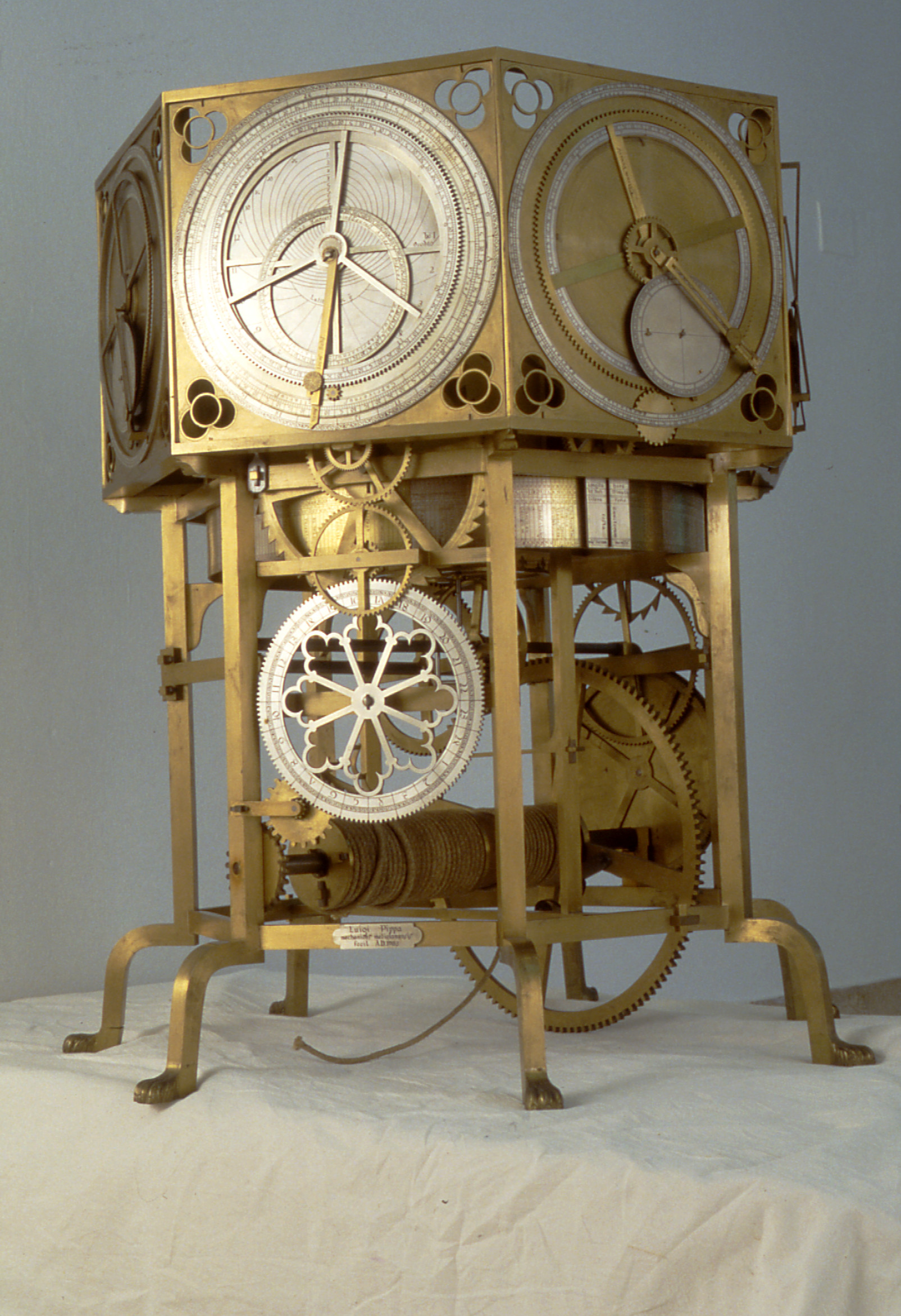
وأظهر الفلكي الذي صنعه الفلكي الإيطالي والطبيب جيوفاني دوندي ديلوروغيو ساعة وسنة من التقويم وحركة الكواكب والشمس والقمر. إعادة الإعمار، المتحف الوطني للعلوم والتكنولوجيا ليوناردو دا فينشي، ميلان.

مصطلح يستخدم بشكل موسوعي للإشارة إلى أي ساعة تظهر، بالإضافة إلى الوقت من اليوم، معلومات فلكية. ويمكن أن يشمل ذلك موقع الشمس والقمر في السماء، والعمر والمراحل القمرية، ووضع الشمس على مسير الشمس وعلامة البروج الحالية، والوقت الفلكي، وغيرها من البيانات الفلكية مثل عقد القمر (للإشارة إلى خسوف الشمس) أو خريطة النجوم الدورية. لا ينبغي الخلط بين المصطلح والمنظم الفلكي، دقة عالية ولكن على خلاف ذلك يوجد بندول الساعة العادية المستخدمة في المراصد.
تمثل الساعات الفلكية عادة النظام الشمسي باستخدام نموذج مركزية الأرض. غالبًا ما يتم وضع علامة على مركز الاتصال الهاتفي باستخدام قرص أو كرة تمثل الأرض، وتقع في وسط النظام الشمسي. وغالبا ما يمثل الشمس الكرة الذهبية (كما بدا في البداية في أنتيكيثيرا، مرة أخرى في القرن الثاني من قبل الميلاد)، كما هو موضح تدور حول الأرض مرة واحدة يوميا حول التناظرية الهاتفي على مدار 24 ساعة. هذا الرأي تمنح على حد سواء مع التجربة اليومية ومع وجهة نظر العالم الفلسفي من قبل ثورة كوبرنيكوس في أوروبا.
قاد البحث في عامي 2011 و 2012 فريقًا من الخبراء الباحثين لافتراض أن الساعات الفلكية الأوروبية تنحدر من تكنولوجيا آلية أنتيكيثيرا.

## التاريخ
في القرن الحادي عشر ابتكر سلالة هوجي الصينية المتخصصة في علم الفلك والمهندس الميكانيكي والفلكي سو سونغ ساعة فلكية مدفوعة بالماء لبرج الساعة في مدينة كايفنغ. ويشار إلى سو سونغ لقيامه بدمج آلية الفرار وأقدم محرك لا نهائي لسلاسل نقل الطاقة لبرج الساعة وذراع المجال ليعمل. قام الفلكيون المسلمون المعاصرون والمهندسون أيضا ببناء مجموعة متنوعة من الساعات الفلكية عالية الدقة لاستخدامها في مراصدهم، مثل ساعة القلعة (ساعة فلكية تعمل بالطاقة المائية) من قبل الجزري في 1206،  وساعة الإسطرلاب لابن الشاطر في أوائل القرن الرابع عشر.
لم يتم فهم التطور المبكر للساعات الميكانيكية في أوروبا بشكل كامل، ولكن هناك اتفاق عام على أنه بحلول عام 1300-1330 كانت توجد ساعات ميكانيكية (مدعومة بالأوزان وليس بالماء وباستخدام ميزان) كانت مخصصة لغرضين رئيسيين: للإشارات والإخطار (على سبيل المثال توقيت الخدمات والمناسبات العامة)، ونمذجة النظام الشمسي. هذا الأخير هو تطور لا مفر منه، لأن الأسطرلاب كان يستخدم من قبل علماء الفلك والمنجمين، وكان من الطبيعي تطبيق محرك يعمل بالكراتية على اللوحة الدوارة لإنتاج نموذج عمل للنظام الشمسي. المؤرخ الأمريكي لين وايت الابن من جامعة برينستون كتب:
 معظم الساعات الأولى لم تكن من الكرونومتر كمعارض لنمط الكون ... من الواضح أن أصول الساعة الميكانيكية تكمن في عالم معقد من كوكب الأرض الضخم، الاستوائي، والأسطرلاب الموجه.
الساعات الفلكية التي طورها عالم الرياضيات الإنجليزي ورجل الدين ريتشارد من والينجفورد في سانت ألبانز خلال 1330، 
والطبيب الإيطالي والفلكي في العصور الوسطى جيوفاني دي دوندي في بادوا بين 1348 و 1364  هي روائع من نوعها. لم تعد موجودة، ولكن الوصف التفصيلي لتصميمها والبناء على قيد الحياة، وقد تم إجراء النسخ الحديثة. قد تكون ساعة والينغفورد قد أظهرت الشمس والقمر (العمر، الطور، والعقدة) والنجوم والكواكب، بالإضافة إلى عجلة الحظ ومؤشر حالة المد في جسر لندن. كانت ساعة دي دوندي عبارة عن بناء ذو سبعة وجوه مع 107 أجزاء متحركة، تظهر مواقع الشمس والقمر وخمس كواكب، وكذلك أيام العيد الدينية.

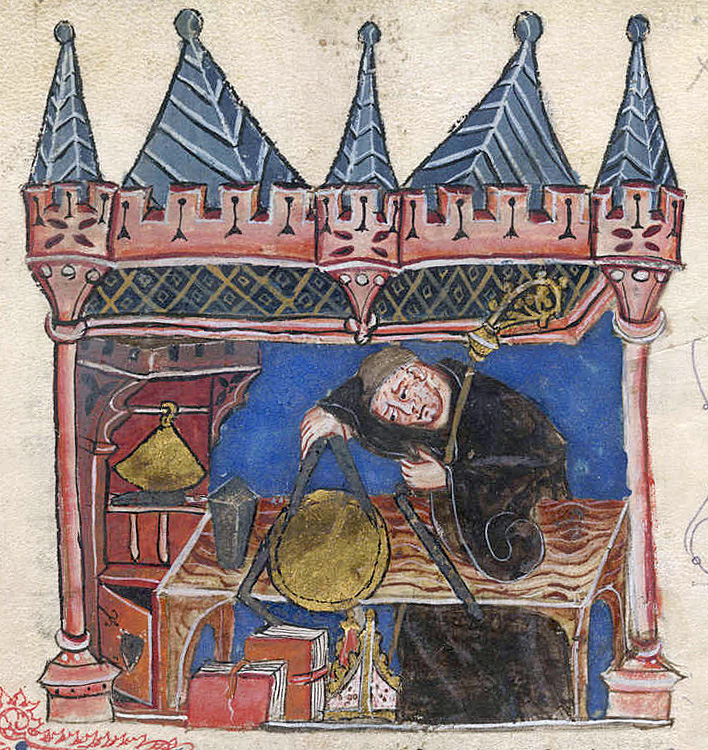
ومبين ريتشارد الينجفورد قياس مع زوج من البوصلات في هذا المصغرة القرن ال14. المكتبة البريطانية، لندن.

ربما كانت هاتان الساعتان، وغيرهما مثلهما، أقل دقة من رغبة مصمميها. قد تكون نسب التروس محسوبة بشكل رائع، لكن تصنيعها كان خارج القدرات الميكانيكية في ذلك الوقت، ولم تكن تعمل على نحو موثوق به. علاوة على ذلك، على النقيض من العجلات المتطورة المعقدة، كانت آلية ضبط الوقت في كل هذه الساعات تقريبا حتى القرن السادس عشر عبارة عن حافة بسيطة ومفرغة، والتي كان بها أخطاء نصف ساعة على الأقل في اليوم.
بنيت الساعات الفلكية كقطعة عرض أو للإبهار بقدر ما لتثقيف أو إعلام. إن التحدي المتمثل في بناء هذه الروائع كان يعني أن صناع الساعات سوف يستمرون في إنتاجها، لإظهار مهارتهم التقنية وثروة رعاتهم. إن الرسالة الفلسفية للكون المنظم، السماوي، والذي تم منحه وجهة نظر العصر القوطي للعالم، يساعد على تفسير شعبيته.
أدى الاهتمام المتزايد بالفلك خلال القرن الثامن عشر إلى إحياء الاهتمام بالساعات الفلكية، أقل بالنسبة للرسالة الفلسفية، أكثر بالنسبة إلى المعلومات الفلكية الدقيقة التي يمكن أن تعرضها الساعات التي تنظمها الساعات.

## أمثلة

### روان، الساعة الكبيرة

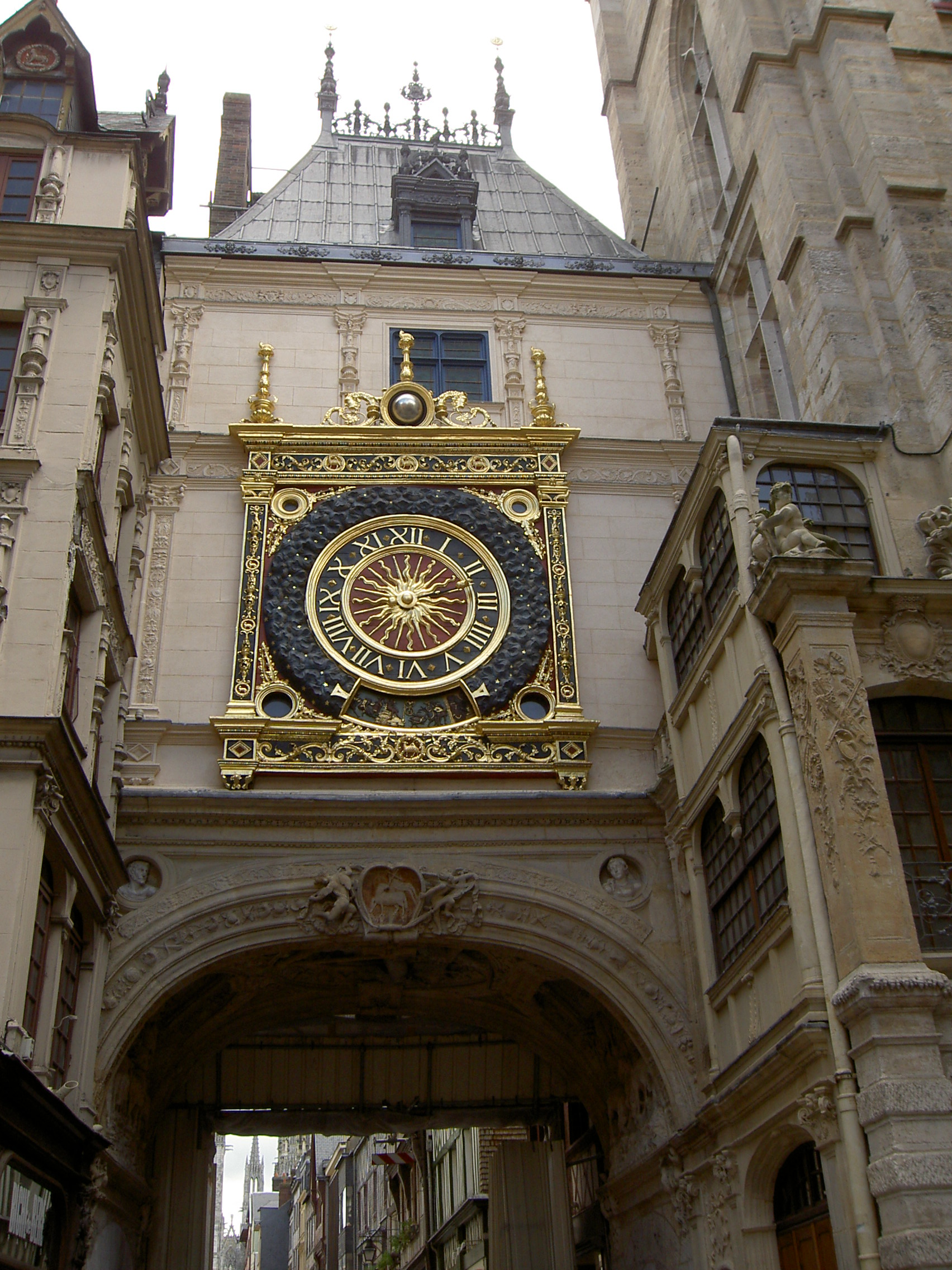
الساعة الكبيرة في فرنسا

لو جروس ووتش في روان هي واحدة من أقدم الساعات الفلكية المعروفة. تم تثبيت على مدار الساعة في قوس النهضة عبور شارع دو جروس-ووتش. الآلية هي واحدة من الأقدم في فرنسا. وجاء الحركة في 1389. البناء على مدار الساعة والتي كتبها جوردان ديل اللبن، الذين يفتقرون إلى الخبرة اللازمة لإنهاء المهمة، [9] حتى تم الانتهاء من العمل من قبل جان دي فليان، الذي أصبح أول من يشغل هذا المنصب من حاكم الساعة. تم بناء الساعة في الأصل بدون قرص، مع ثورة واحدة في الساعة تمثل أربع وعشرين ساعة. يتم صب الحركة في الحديد المطاوع، وعند تقريبًا ضعف حجم ساعة كاتدرائية ويلس، ربما تكون أكبر آلية كهذه لا تزال موجودة. تمت إضافة واجهة في عام 1529 عندما تم نقل الساعة إلى وضعها الحالي. تمثل واجهة النهضة شمس ذهبية مع 24 أشعة على خلفية زرقاء مليئة بالنجوم. قطر الاتصال 2.5 متر في القطر.
يتم عرض مراحل القمر في أوكولوس من الجزء العلوي من الاتصال الهاتفي. يكمل دورة كاملة في 29 يوما. يتم عرض أيام الأسبوع في فتحة في قاعدة الطلب مع مواضيع استعراضية لكل يوم من أيام الأسبوع.

### سو سونغ في المحرك الكوني
يمتلك متحف العلوم (لندن) نموذجًا لقياس «المحرك الكوني»، الذي صممه سو سونغ، وهو عالم صيني، في الصين في عام 1092. هذا البرج الفلكي الهدروميكي الكبير يبلغ ارتفاعه حوالي عشرة أمتار (حوالي 30 قدمًا). ظهرت على مدار الساعة، وكانت تعمل بشكل غير مباشر بواسطة عجلة دوارة إما مع سقوط الماء والزئبق السائل، الذي يتجمد عند درجة حرارة أقل بكثير من الماء، مما يسمح بتشغيل الساعة أثناء الطقس البارد. نسخة طبق الأصل كاملة الحجم لساعة سو سونغ موجودة في المتحف الوطني للعلوم الطبيعية في جمهورية الصين (تايوان) في مدينة تايتشونغ. تم بناء هذه النسخة المتماثلة كاملة الوظائف بالكامل، التي يبلغ طولها حوالي 12 مترًا (39 قدمًا)، من الأوصاف الأصلية والرسومات الميكانيكية لـ سو سونغ.

### ساعة قلعة الجزري
كانت الساعة الفلكية الأكثر تطورًا في الماء هي ساعة قلعة الجزري، التي تعتبر مثالاً مبكرًا على جهاز كمبيوتر تناظري قابل للبرمجة، في عام 1206. كان جهازًا معقدًا يبلغ ارتفاعه حوالي 33 مترًا (108 قدمًا)، وكان له وظائف متعددة جنبا إلى جنب مع ضبط الوقت. وتضمنت عرضًا لمجال البروج والمدار الشمسي والخلفي، ومؤشرًا على شكل الهلال الذي سافر عبر الجزء العلوي من البوابة، وتم تحريكه بواسطة عربة مخفية وتسبب في فتح أبواب أوتوماتيكية، كل منها يكشف عن عارضة أزياء، كل ساعة.
كان من الممكن إعادة برمجة طول النهار والليل كل يوم من أجل حساب الأطوال المتغيرة من النهار والليل على مدار العام، كما أنها تضمنت خمسة موسيقيين موسيقيين قاموا تلقائيًا بتشغيل الموسيقى عند نقلهم بواسطة أذرع تعمل بواسطة مخفي عمود الحدبات يعلق على عجلة المياه. تضمنت المكونات الأخرى لساعة القلعة خزانًا رئيسيًا يحتوي على عوامة، وغرفة عائمة ومنظم تدفق، وحوض صفيحة وصمام، وبكرتين، وقرص هلال يعرض البرج، واثنين من صقور الأوتوماتيكية يسقطان الكرات في المزهريات.

### ستراسبورغ

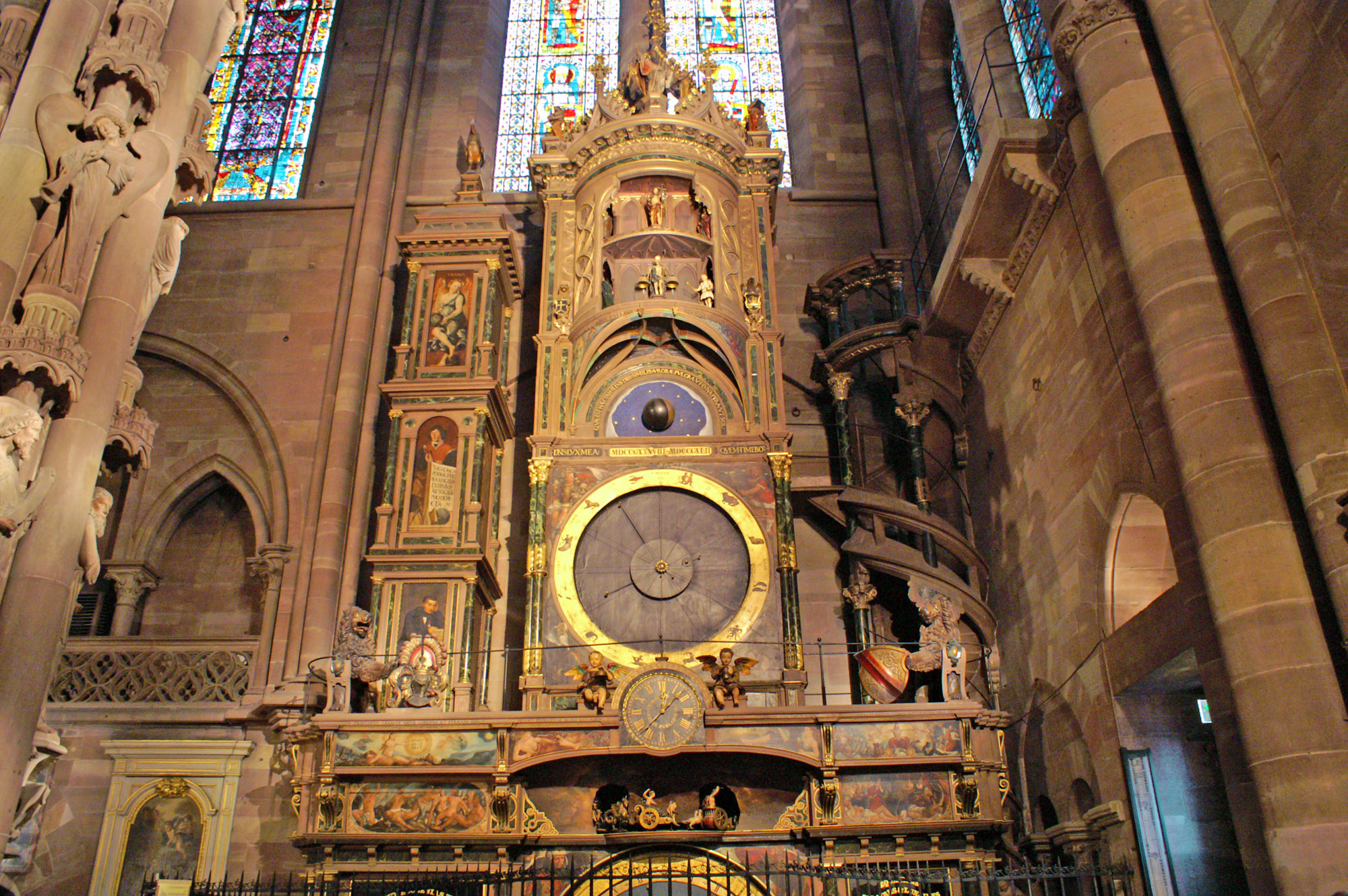
ساعة ستراسبورغ الفلكية

تضم كاتدرائية ستراسبورغ ثلاث ساعات فلكية مختلفة منذ القرن الرابع عشر. 
بنيت الساعة الأولى مابين عامي 1352 و1354 وتوقفت عن العمل في وقت ما في بداية القرن السادس عشر. ثم تم بناء ساعة ثانية من قبل هيرلين، كونراد داسيوديوس، الأخوين هابريخت، وغيرهم، بين عامي 1547 و1574، وتوقفت هذه الساعة عن العمل في 1788 أو 1789 (حيث توقفت عن العمل بشكل تدريجي وتم فصل كل مكون واحد تلو الآخر). بعد مرور 50 عامًا، تم بناء ساعة جديدة من قبل جان باتيست شفيليه (1776–1856) وبأيدي تقريبا 30 عاملاً، وهذه الساعة موجودة في حالة الساعة الثانية. ويعرض العديد من الوظائف الفلكية والراجنية (بما في ذلك ما يُعتقد أنه أول آلية كاملة لجزء من الكمبيوترات اللازمة لحساب عيد الفصح) بالإضافة إلى العديد من الأوتوماتا.

## ساعة براغ
تعتبر من أهم المعالم التاريخية في براغ، وثالث أقدم ساعة فلكية في العالم. تتألف الساعة من 350 جزءًا في الأقسام الرئيسية الثلاثة: القسم الفلكي، والتقويم الفلكي الدائري المحاط بتماثيل، ونافذتان صغيرتان تحيطهما تماثيل خشبيّة صغيرة تمثّل رسل المسيح . تعمل هذه الأجزاء بانتظام منذ القرن الخامس عشر وحتى يومنا هذا، وتتوافق مهامها لتزويد النّاس بالوقت المضبوط، حيث تعمل وفق الدّورات الفلكيّة وموقع الشّمس وموقع القمر. يجتمع النّاس أمامها للتّمتّع بدقّاتها وإعلانها عن بدء ساعة جديدة.

## اقرأ أيضا
- أسطرلاب
- قبة أدلر السماوية